# 道永宏
道永 宏（みちなが ひろし、1956年10月8日 - ）は、兵庫県神戸市出身のアーチェリー選手、同指導者。1976年モントリオールオリンピックアーチェリー男子個人銀メダリスト。同志社大学卒。

## 人物・来歴
両親がともにアーチェリー選手という家庭に生まれる。父は1969年のアーチェリー世界選手権日本代表で、引退後は神戸市灘区でアーチェリー用具店を営んでいた。この環境のもと、道永も4歳の時からアーチェリーに触れて育った。中学校時代は体操部に所属。
神戸市立葺合高等学校を経て同志社大学に進学。在学中の1976年にモントリオールオリンピックに出場。日本選手としてアーチェリー競技初のメダルを獲得した。
大学卒業後も競技を続け、1980年モスクワオリンピック代表を目指していたが、日本の不参加が決まり、競技の一線を退いた。現在は同志社大学に職員として勤務するかたわら、アーチェリー部の監督として後輩の指導にあたっている。